# Liste der brasilianischen Botschafter in der Schweiz
Der brasilianische Botschafter bei der Schweizerischen Eidgenossenschaft residiert an der Monbijoustrasse 68 in Bern.
In der Schweiz waren des Weiteren brasilianische Vertreter beim Völkerbund akkreditiert. Gegenwärtig sind sie bei den Missionen der Vereinten Nationen im Büro der Vereinten Nationen in Genf akkreditiert.
Seit 2022 ist Cláudia Fonseca Buzzi die amtierende Botschafterin.
| Ernannt / Akkreditiert | Name                                                    | Bemerkungen | ernannt von                          | akkreditiert bei        | Posten verlassen |
| ---------------------- | ------------------------------------------------------- | --- | ------------------------------------ | ----------------------- | ---------------- |
| 2. Aug. 1890           | Barão de Aguiar d’Andrada                               | | Manuel Deodoro da Fonseca            | Louis Ruchonnet         |                  |
| 2. März 1892           | Pedro de Araújo Beltrão                                 | | Floriano Peixoto                     | Walter Hauser           |                  |
| 5. Jan. 1898           | Olyntho Máximo de Magalhães                             | | Manuel Ferraz de Campos Sales        | Eugène Ruffy            |                  |
| 22. Nov. 1898          | José Maria da Silva Paranhos do Rio-Branco              | | Manuel Ferraz de Campos Sales        | Eugène Ruffy            |                  |
| 6. März 1901           | José de Almeida e Vasconcellos                          | | Manuel Ferraz de Campos Sales        | Ernst Brenner           |                  |
| 14. Nov. 1902          | Bacharel José Augusto Ferreira da Costa                 | | Francisco de Paula Rodrigues Alves   | Josef Zemp              |                  |
| 30. Apr. 1903          | Olyntho Máximo de Magalhães                             | ausserordentlicher Gesandter und Ministre plénipotentiaire                                                                                    | Francisco de Paula Rodrigues Alves   | Adolf Deucher           | 27. Juni 1912    |
| 2. Okt. 1912           | Raul Paranhos do Rio Branco                             | ausserordentlicher Gesandter und Ministre plénipotentiaire                                                                                    | Hermes Rodrigues da Fonseca          | Ludwig Forrer           | 14. Apr. 1934    |
| 1912                   | Alfredo de Almeida Brandão                              | Geschäftsträger | Hermes Rodrigues da Fonseca          | Ludwig Forrer           |                  |
| 18. Mai 1934           | José Tomaz Nabuco de Gouvôa                             | ausserordentlicher Gesandter und Ministre plénipotentiaire                                                                                    | Getúlio Vargas                       | Marcel Pilet-Golaz      | 14. Nov. 1936    |
| 1934                   | Roberto Mendes Gonçalves                                | Geschäftsträger | Getúlio Vargas                       | Marcel Pilet-Golaz      |                  |
| 1936                   | Arthur dos Guimarães Bastos                             | Geschäftsträger | Getúlio Vargas                       | Albert Meyer            | 1937             |
| 9. März 1937           | José Francisco de Barros Pimentel                       | ausserordentlicher Gesandter und Ministre plénipotentiaire                                                                                    | Getúlio Vargas                       | Giuseppe Motta          | 21. März 1939    |
| 22. März 1939          | Mário de Barros e Vasconcelos                           | ausserordentlicher Gesandter und Ministre plénipotentiaire                                                                                    | Getúlio Vargas                       | Philipp Etter           | 7. Juni 1940     |
| 6. Sep. 1940           | Carlos Alberto Moniz Gordilho                           | ausserordentlicher Gesandter und Ministre plénipotentiaire                                                                                    | Getúlio Vargas                       | Marcel Pilet-Golaz      | 13. Feb. 1941    |
| 1940                   | Arthur dos Guimarâes Basios                             | Geschäftsträger | Getúlio Vargas                       | Marcel Pilet-Golaz      |                  |
| 1941                   | Luiz Sparano                                            | Geschäftsträger | Getúlio Vargas                       | Ernst Wetter            |                  |
| 22. Aug. 1942          | Rubens Ferreira de Mello                                | ausserordentlicher Gesandter und Ministre plénipotentiaire                                                                                    | Getúlio Vargas                       | Philipp Etter           | 21. Jan. 1946    |
| 1945                   | Oscar Pires do Rio                                      | Geschäftsträger | José Linhares                        | Eduard von Steiger      |                  |
| 22. Feb. 1946          | Mário Moreira da Silva                                  | ausserordentlicher Gesandter und Ministre plénipotentiaire                                                                                    | Eurico Gaspar Dutra                  | Karl Kobelt             | 10. Jan. 1951    |
| 24. Jan. 1951          | Francisco d’Alamo Lousada                               | ausserordentlicher Gesandter und Ministre plénipotentiaire                                                                                    | Getúlio Vargas                       | Eduard von Steiger      | 21. Mai 1954     |
| 1951                   | Jorge Paes de Carvalho                                  | Geschäftsträger | Getúlio Vargas                       | Eduard von Steiger      |                  |
| 1954                   | Wladimir do Amaral Murtinho                             | Geschäftsträger | João Café Filho                      | Rodolphe Rubattel       |                  |
| 22. Juni 1954          | Raul Bopp                                               | ausserordentlicher Gesandter und Ministre plénipotentiaire                                                                                    | Juscelino Kubitschek                 | Thomas Holenstein       | 17. Dez. 1958    |
| 1958                   | Quintino Symphoroso Deseta                              | Geschäftsträger | Juscelino Kubitschek                 | Thomas Holenstein       | 1959             |
| 5. Jan. 1959           | Afrânio de Mello Franco Filho                           | | Juscelino Kubitschek                 | Paul Chaudet            | 15. Juli 1963    |
| 22. Juli 1963          | José Sette Câmara Filho                                 | | Jânio Quadros                        | Willy Spühler           | 6. Sep. 1964     |
| 1963                   | Miguel Paulo José Maria da Silva Paranhos do Rio-Branco | Geschäftsträger | Jânio Quadros                        | Willy Spühler           |                  |
| 22. Sep. 1964          | Edgar Bandeira Fraga de Castro                          | | Pascoal Ranieri Mazzilli             | Ludwig von Moos         | 6. Apr. 1969     |
| 1969                   | Luiz Cesar Vinhais da Costa                             | Geschäftsträger | Aurélio de Lira Tavares              | Ludwig von Moos         |                  |
| 1969                   | Orlando Soares Carbonar                                 | Geschäftsträger | Aurélio de Lira Tavares              | Ludwig von Moos         | 1970             |
| 27. Feb. 1970          | Aguinaldo Boulitreau Fragoso                            | (* 3. März 1907 in Recife; † 1978 in Rio de Janeiro)                                                                                          | Aurélio de Lira Tavares              | Hans-Peter Tschudi      | 13. März 1972    |
| 16. Juli 1972          | Carlos Sylvestre de Ouro-Preto                          | | Aurélio de Lira Tavares              | Nello Celio             | 23. Nov. 1979    |
| 1972                   | Jorge Alberto Nogueira Ribeiro                          | Geschäftsträger | Aurélio de Lira Tavares              | Nello Celio             |                  |
| 1972                   | Carlos Sylvestre de Ouro Preto                          | | Ernesto Geisel                       | Pierre Graber           | 1979             |
| 18. Jan. 1980          | Fernando Ramos de Alencar                               | | João Baptista de Oliveira Figueiredo | Georges-André Chevallaz | 13. März 1982    |
| 28. Okt. 1982          | Geraldo de Carvalho Silos                               | | João Baptista de Oliveira Figueiredo | Fritz Honegger          | 16. Dez. 1986    |
| 9. Juli 1987           | Cláudio Garcia de Souza                                 | (* 1. Juni 1927 in Rio de Janeiro) Bachelor of Laws der Universität von São Paulo, vom 11. März 1971 bis 20. April 1973 Botschafter in La Paz | José Sarney                          | Pierre Aubert           | 15. Juni 1990    |
| 4. Okt. 1990           | Álvaro da Costa Franco                                  | | Fernando Collor de Mello             | Arnold Koller           | 21. Juni 1991    |
| 24. Juni 1991          | José Olympio Rache de Almeida                           | | Fernando Collor de Mello             | Flavio Cotti            | 1. Juli 1994     |
| 29. Aug. 1994          | Carlos Eduardo de Affonseca Alves de Souza              | | Itamar Franco                        | Otto Stich              | 1. Juli 1998     |
| 13. Juli 1998          | Roberto Soares-de-Oliveira                              | | Fernando Henrique Cardoso            | Flavio Cotti            | 28. Feb. 2003    |
| 26. Mai 2003           | Celina Maria Assumpção do Valle Pereira                 | | Luiz Inácio Lula da Silva            | Pascal Couchepin        | 31. Aug. 2006    |
| 5. Sep. 2006           | Eduardo dos Santos                                      | | Luiz Inácio Lula da Silva            | Moritz Leuenberger      | 14. Nov. 2008    |
| 4. Dez. 2008           | Maria Stela Pompeu Brasil Frota                         | (* in Recife) | Luiz Inácio Lula da Silva            | Pascal Couchepin        | 24. Feb. 2012    |
| 2012                   | Igor Kipman                                             | | Dilma Rousseff                       | Alain Berset            |                  |